# Square Got
Le square Got est une voie du 20e arrondissement de Paris, en France.

## Situation et accès
Le square Got est une voie privée située dans le 20e arrondissement de Paris. Il débute au 65, cours de Vincennes et se termine au 3, rue Mounet-Sully.

## Origine du nom
Elle porte le nom de l'acteur François Jules Edmond Got (1822-1901), acteur.

## Historique
Cette voie est ouverte en 1934 sur l'emplacement de l'ancienne usine à gaz de Saint-Mandé et prend sa dénomination actuelle en 1935.